# 1932 في الولايات المتحدة
فيما يلي قوائم الأحداث التي وقعت خلال عام 1932 في الولايات المتحدة.

## أحداث
- 4 فبراير – الألعاب الأولمبية الشتوية 1932
- 30 يوليو – الألعاب الأولمبية الصيفية 1932

## سياسة

### تعيين في المنصب
- 1 يناير – سبيسرد ليندساي هولند عضو مجلس ولاية فلوريدا.
- 25 يناير – هيوي لونغ عضو مجلس الشيوخ الأمريكي.
- 12 فبراير – أوغدن إل ميلز وزير الخزانة الأمريكي.

### انتهاء فترة المنصب
- 25 يناير – هيوي لونغ حاكم لويزيانا [الإنجليزية]‏.
- 12 فبراير – أندرو ويليام ميلون وزير الخزانة الأمريكي.
- 1 سبتمبر – جيمي ووكر عمدة مدينة نيويورك.
- 31 ديسمبر – فرانكلين روزفلت حاكم نيويورك [الإنجليزية]‏.

## أفلام
من الأفلام التي صدرت هذه السنة في الولايات المتحدة:
- 1 يناير – آخر سلالة الموهيكيين من إخراج بي ريفيس إيسون، Ford Beebe [الإنجليزية]‏.
- 1 يناير – أنا طريد العدالة ومن سلسلة عصابات من إخراج ميرفين لوروا.
- 1 يناير – الفندق الكبير من إخراج إدموند غولدنغ [الإنجليزية]‏.
- 1 يناير – حزم مشاكلك من إخراج جورج مارشال (ممثل)، راي مكاري.
- 1 يناير – ساعة معك من إخراج إرنست لوبيتش، جورج كوكور.
- 1 يناير – صندوق الموسيقى من إخراج جيمس باروت.
- 1 يناير – طريق ذو اتجاه واحد من إخراج تاي غارنيت.
- 1 يناير – فريكس من إخراج تود براونينغ.
- 1 يناير – مبتسما للأبد من إخراج سيدني فرانكلين.
- 1 يناير – وداعا للسلاح من إخراج فرانك بورزيج.
- 2 فبراير – قطار شنغهاي من إخراج جوسيف فون ستيرنبيرغ.
- 16 سبتمبر – اللعبة الأكثر خطورة من إخراج إرنست بي. شودساك، Irving Pichel [الإنجليزية]‏.

## كتب
من الكتب التي صدرت هذه السنة في الولايات المتحدة:
- 1 يناير – طريق التبغ من تأليف إرسكين كالدويل.
- 1 يناير – موت في الظهيرة من تأليف إرنست همينغوي.

## مواليد

### يناير
- 1 يناير – كلينت هيل
- 1 يناير – مارلين يالوم مؤرخة أمريكية.
- 1 يناير – هارولد روبنسون[1]
- 3 يناير – دابني كولمان ممثل أمريكي.[2]
- 3 يناير – ويليام غرينوف
- 5 يناير – فرانك لايدن[3]
- 6 يناير – ستيوارت رايس[4]
- 9 يناير – جوناثان فارول ممثل أمريكي.[5]
- 13 يناير – جون سيفر[6]
- 14 يناير – توني ديماركو ملاكم من الولايات المتحدة الأمريكية.[7]
- 15 يناير – دينيسي سميث
- 16 يناير – ديان فوسي عالمة حيوانات.[8]
- 22 يناير – بيبر لوري[9]
- 25 يناير – بوب بيترسون لاعب كرة سلة أمريكي.

### فبراير
- 3 فبراير – مايكل مارتن فيلسوف أمريكي.[10]
- 7 فبراير – ألفريد وردن رائد فضاء أمريكي.[11]
- 7 فبراير – بول إدوارد جراي مهندس من الولايات المتحدة الأمريكية.[12]
- 8 فبراير – جون ويليامز
- 10 فبراير – روبرت تايلور
- 11 فبراير – بول كومي ممثل أمريكي.[13]
- 19 فبراير – جوزيف كيروين رائد فضاء أمريكي.
- 22 فبراير – إدوارد كينيدي سيناتور أمريكي.[14]
- 25 فبراير – فارون يونغ مغني أمريكي.[15]
- 26 فبراير – جوني كاش[16]
- 29 فبراير – ماستين غريغوري

### مارس
- 6 مارس – ليستر لين
- 10 مارس – رالف برينستر
- 12 مارس – أندرو يونغ سياسي أمريكي.[17]
- 14 مارس – مارك ميرفي مغني أمريكي.[18]
- 15 مارس – ألان بين رائد فضاء أمريكي.[19]
- 16 مارس – والتر كانينغهام رائد فضاء أمريكي.[20]
- 18 مارس – جون أبدايك[21]
- 21 مارس – هارفي مانسفيلد
- 21 مارس – ولتر غيلبرت[22]
- 22 مارس – لاري إيفانز[23]
- 26 مارس – آل بيانكي
- 26 مارس – لوك أسكيو ممثل أمريكي.[24]
- 28 مارس – ويس كولي سياسي أمريكي.

### أبريل
- 1 أبريل – ديبي رينولدز[25]
- 1 أبريل – نورمان أبرامسون[26]
- 4 أبريل – هنري اشبي تيرنر مؤرخ أمريكي.[27]
- 5 أبريل – بيتر جوزيف جانيتا
- 9 أبريل – كيني لين ملاكم من الولايات المتحدة الأمريكية.[28]
- 11 أبريل – جويل غري ممثل أمريكي.
- 12 أبريل – ألفريد إي سين مؤرخ أمريكي.[29]
- 13 أبريل – ديك فارلي لاعب كرة سلة أمريكي.
- 21 أبريل – إيلين مي[30]
- 25 أبريل – ميدولارك ليمون لاعب كرة سلة أمريكي.[31]
- 26 أبريل – ريد موريسون لاعب كرة سلة أمريكي.
- 27 أبريل – كايسي قاسم[32]
- 28 أبريل – مايكل هارت فلكي أمريكي ومناصر لتفوق البيض الأوروبيين.

### مايو
- 2 مايو – بروس غلوفر[33]
- 3 مايو – روبرت أوزبورن ممثل أمريكي.[34]
- 4 مايو – جيني روباك سياسية أمريكية.
- 7 مايو – فوفي سانتوري لاعب ثُمَّ مدرب كرة سلة بورتوريكي.
- 8 مايو – سوني ليستون ملاكم من الولايات المتحدة الأمريكية.[35]
- 11 مايو – دونالد برين رائد أعمال من الولايات المتحدة الأمريكية.
- 14 مايو – رتشارد ايستس فنان أمريكي.[36]
- 25 مايو – روجر بوين ممثل أمريكي.[37]
- 25 مايو – كي سي جونز
- 27 مايو – زورا فولي سياسي أمريكي.
- 27 مايو – ستيف فرانكن[38]
- 29 مايو – بول إرليخ[39]
- 29 مايو – ريتشي غيران[40]
- 30 مايو – سليمان غولومب رياضياتي أمريكي.

### يونيو
- 6 يونيو – بي إتش بورن لاعب كرة سلة أمريكي.
- 6 يونيو – ديفيد سكوت رائد فضاء أمريكي.[41]
- 11 يونيو – إد بيشوب ممثل أمريكي.[42]
- 13 يونيو – تشارلز ميزنر فيزيائي أمريكي.
- 15 يونيو – إدي مشن ملاكم من الولايات المتحدة الأمريكية.
- 15 يونيو – ماريو كومو سياسي أمريكي.[43]
- 18 يونيو – دودلي هيرشباك كيميائي أمريكي.[44]
- 23 يونيو – وليام أودوم إلدريدج جندي من الولايات المتحدة الأمريكية.[45]
- 28 يونيو – بات موريتا ممثل أمريكي.[46]

### يوليو
- 1 يوليو – يوجين كمنز فيزيائي أمريكي.[47]
- 9 يوليو – دونالد رامسفيلد سياسي أمريكي.[48]
- 14 يوليو – ديل ريفز مغني أمريكي.[49]
- 16 يوليو – ديك ثورنبورغ سياسي أمريكي.[50]
- 16 يوليو – غاري بيرغن لاعب كرة سلة من الولايات المتحدة الأمريكية.
- 17 يوليو – بوبي ليونارد
- 17 يوليو – جوني كير
- 22 يوليو – توماس سكيدمور مؤرخ أمريكي.[51]
- 25 يوليو – بول جوزيف ويتز رائد فضاء أمريكي.[52]
- 27 يوليو – فورست أبل لاعب كرة سلة من الولايات المتحدة الأمريكية.
- 31 يوليو – تيد كاسيدي لاعب كرة سلة أمريكي.[53]
- 31 يوليو – جون سورل فيلسوف أمريكي.[54]
- 31 يوليو – سام كوبولا ممثل أمريكي.[55]

### أغسطس
- 1 أغسطس – مائير كاهانا سياسي أمريكي.[56]
- 3 أغسطس – بوب كارني لاعب كرة سلة أمريكي.
- 4 أغسطس – فرانسيس إليزابيث[57]
- 8 أغسطس – توغو بالاتسي لاعب كرة سلة أمريكي.
- 10 أغسطس – كينيث جورج دام[58]
- 11 أغسطس – بيتر أيزنمان مهندس معماري أمريكي.[59]
- 21 أغسطس – ويتني ريد لاعب كرة مضرب أمريكي.
- 26 أغسطس – جو انجل رائد فضاء أمريكي.
- 31 أغسطس – ألانيس أوبومزاوين[60]

### سبتمبر
- 3 سبتمبر – ايلين برينان[61]
- 4 سبتمبر – بيبو فرانسيس لاعب كرة سلة أمريكي.
- 5 سبتمبر – روبرت دينارد[62]
- 7 سبتمبر – جون هاركينز ممثل أمريكي.[63]
- 8 سبتمبر – باتسي كلاين[64]
- 8 سبتمبر – جون بوردمان فيزيائي أمريكي.[65]
- 10 سبتمبر – بو قولدمان[66]
- 11 سبتمبر – آرت سبولسترا لاعب كرة سلة أمريكي.[67]
- 13 سبتمبر – وايتي بيل لاعب كرة سلة أمريكي.
- 13 سبتمبر – ويليام إيفانز لاعب كرة سلة من الولايات المتحدة الأمريكية.
- 13 سبتمبر – يوجين دينارسكي
- 19 سبتمبر – مايك رويكو صحفي من الولايات المتحدة الأمريكية.[68]
- 21 سبتمبر – بيتر د هانافورد[69]
- 24 سبتمبر – جاكي مور لاعب كرة سلة أمريكي.
- 27 سبتمبر – أوليفر وليامسون عالم اقتصاد أمريكي.[70]
- 29 سبتمبر – روبرت بنتون[71]

### أكتوبر
- 5 أكتوبر – هيمان باس رياضياتي أمريكي.[72]
- 10 أكتوبر – رون فاينبرغ ممثل أمريكي.
- 11 أكتوبر – دانا سكوت
- 12 أكتوبر – ديك غريغوري سياسي أمريكي.[73]
- 13 أكتوبر – إد كالافات لاعب كرة سلة أمريكي.
- 13 أكتوبر – جون تومسون[74]
- 19 أكتوبر – روبرت ريد[75]
- 20 أكتوبر – وليام كريستوفر ممثل أمريكي.[76]
- 24 أكتوبر – ستيفن كوفي[77]
- 27 أكتوبر – سيلفيا بلاث[78]
- 28 أكتوبر – سوزي باركر[79]
- 29 أكتوبر – ديك جارماكير لاعب كرة سلة أمريكي.
- 30 أكتوبر – فليب هيمان محامي أمريكي.[80]

### نوفمبر
- 2 نوفمبر – غاي سبارو لاعب كرة سلة من الولايات المتحدة الأمريكية.
- 2 نوفمبر – ملفن شفارتز[81]
- 9 نوفمبر – فرانك سيلفي
- 10 نوفمبر – روي شايدر ممثل أمريكي.[82]
- 13 نوفمبر – تشارلي بريغز[83]
- 14 نوفمبر – جاك سميث[84]
- 15 نوفمبر – ألفين بلانتينغا[85]
- 22 نوفمبر – روبرت فون ممثل أمريكي.[86]
- 24 نوفمبر – جوني هوران لاعب كرة سلة من الولايات المتحدة الأمريكية.
- 29 نوفمبر – ديان لاد ممثلة أمريكية.[87]

### ديسمبر
- 5 ديسمبر – شيلدون جلاشو[88]
- 5 ديسمبر – ليتل ريتشارد[89]
- 7 ديسمبر – إلين بورستين[90]
- 9 ديسمبر – آنا تايلور تايلور قاضي أمريكي.
- 11 ديسمبر – جيم تاكر لاعب كرة سلة أمريكي.
- 12 ديسمبر – بوب بيتيت لاعب كرة سلة من الولايات المتحدة الأمريكية.[91]
- 16 ديسمبر – دانيال كليبنر فيزيائي أمريكي.[92]
- 18 ديسمبر – روجر سميث[93]
- 19 ديسمبر – توماس هنتر ممثل أمريكي.[94]
- 20 ديسمبر – جون هيلرمان[95]
- 24 ديسمبر – ألن كيلي لاعب كرة سلة أمريكي.[96]
- 24 ديسمبر – والتر بينكوس صحفي أمريكي.[97]
- 26 ديسمبر – روبرت بارون

## وفيات

### يناير
- 26 يناير – إدوارد ستينسون (مواليد 1893) طيار من الولايات المتحدة الأمريكية.

### مارس
- 14 مارس – جورج إيستمان (مواليد 1854) مخترع أمريكي.[98]
- 14 مارس – فريدريك جاكسون تيرنر (مواليد 1861) مؤرخ أمريكي.[99]
- 26 مارس – هنري إم ليلاند (مواليد 1843) مهندس من الولايات المتحدة الأمريكية.[100]
- 28 مارس – ليزلي مورتيمر شو (مواليد 1848) سياسي أمريكي.[101]

### أبريل
- 12 أبريل – لويس أجريكولا باور (مواليد 1865) عالم فلك أمريكي.[102]
- 15 أبريل – جوليا لاثروب (مواليد 1858)[103]
- 22 أبريل – رولاند ذاكستر (مواليد 1858)[104]
- 28 أبريل – ترومان ألدريتش مهندس مدني وعالم إحياء قديمة وسياسي أمريكي (مواليد 17 أكتوبر 1848).[105]

### مايو
- 3 مايو – تشارلز فورت (مواليد 1874) كاتب أمريكي.[106]

### يونيو
- 7 يونيو – وليام ويليامز كين (مواليد 1837)[107]
- 13 يونيو – تشارلز ليل (مواليد 1842)[108]
- 13 يونيو – وليام جيم ريدفيلد (مواليد 1858) سياسي أمريكي.[109]
- 21 يونيو – مارشال تايلور (مواليد 1878) درّاج طريق من الولايات المتحدة الأمريكية.[110]
- 27 يونيو – لويس وينسلو أوستن (مواليد 1867) فيزيائي أمريكي.[111]

### يوليو
- 2 يوليو – جورج ك بورغيس (مواليد 1874) فيزيائي أمريكي.[112]
- 9 يوليو – كينج كامب جيليت (مواليد 1855)[113]
- 19 يوليو – تشارلز جونسون (مواليد 1863) عالم حشرات أمريكي.[114]
- 22 يوليو – راسيل آدمز سيرز (مواليد 1853) سياسي أمريكي.
- 23 يوليو – سانت هنري جورج تاكر الثالث (مواليد 1853) سياسي أمريكي.[115]
- 27 يوليو – كايت لانجلي بوشير (مواليد 1865) كاتب أمريكي.[116]
- 29 يوليو – ريمون دي ليتل (مواليد 1880) لاعب كرة مضرب أمريكي.

### أغسطس
- 7 أغسطس – فرد تايلور (مواليد 1855) عالم اقتصاد أمريكي.

### أكتوبر
- 26 أكتوبر – مارغريت براون (مواليد 1867)[117]

### نوفمبر
- 4 نوفمبر – بيل بينيت (مواليد 1891)[118]
- 9 نوفمبر – باسيل سبالدينغ دي جرمينديا (مواليد 1860)
- 18 نوفمبر – جاي هنت (مواليد 1855)[119]

### ديسمبر
- 3 ديسمبر – كليفتون ر بريكنريدج (مواليد 1846) سياسي أمريكي.[120]
- 17 ديسمبر – تشارلز توري سيمبسون (مواليد 1846)[121]
- 27 ديسمبر – جون كارتي (مواليد 1861) مهندس من الولايات المتحدة الأمريكية.[122]
- 28 ديسمبر – مالكولم وايتمان (مواليد 1877) لاعب كرة مضرب أمريكي.